# Dynasty Warriors
Dynasty Warriors (真・三國無双 Shin Sangokumusō) er en serie af japanske computerspil udviklet af Omega Force og udgivet af Koei, og er også navnet på det første spil i serien.
Seriens første udspil udkom i 1997, og pr. januar 2009 udgives der stadig Dynasty Warriors-spil. Historien foregår i De tre rigers tid i oldtidens Kina, og er stærkt inspireret af den kinesiske roman Beretningen om de tre kongedømmer.
Mens det første spil var et fighting-spil, hvor to figurer kæmper mod hinanden, har alle senere udgivelser været i beat'em up-genren, hvor spilleren kæmper mod hundredvis af fjender samtidig.

## Navneforvirring
Da Dynasty Warriors allerede ved seriens andet spil skiftede genre, valgte man i Japan at ændre seriens navn til 真・三國無双　Shin Sangoku Musou, frem for blot at tilføje et 2-tal til titlen. I den engelsktalende del af verden, fik dette spil dog navnet Dynasty Warriors 2, hvilket har resulteret i, af spillene har forskellige numre i Japan og i vesten. For eksempel hedder det p.t. nyeste spil i serien Dynasty Warriors 6 i vesten, mens det i Japan går under navnet 真・三國無双５　Shin Sangoku Musou 5.

## Udvidelser
Siden Dynasty Warriors 3, er der udkommet udvidelsespakker til hvert eneste spil i hovedserien, som indeholder nyt indhold til spillet. Udvidelserne kan dog også spilles uden hovedspillet med begrænset funktionalitet.
Xtreme Legends-pakker (猛将伝　Moushouden) med nye spilbare figurer og diverse nyt indhold, er udkommet til Dynasty Warriors 3, Dynasty Warriors 4 og Dynasty Warriors 5.
Empires-udgaver, der indeholder en mere overordnet strategisk spillemåde, er udkommet til Dynasty Warriors 4, 5 og 6.

## Udgivelser
- Dynasty Warriors (1997) – PlayStation
- Dynasty Warriors 2 (2000) – PlayStation 2
- Dynasty Warriors 3 2001) – PlayStation 2; (2002) – Xbox
- Dynasty Warriors 3: Xtreme Legends (2002) – PlayStation 2
- Dynasty Warriors 4 (2003) – PlayStation 2, Xbox
- Dynasty Warriors 4: Xtreme Legends (2003) – PlayStation 2
- Dynasty Warriors 4: Empires (2004) – Playstation 2
- Dynasty Warriors PSP (2004) – PlayStation Portable
- Dynasty Warriors 5 (2005) – PlayStation 2, Xbox
- Dynasty Warriors Advance (2005) – Game Boy Advance
- Dynasty Warriors 5: Xtreme Legends (2005) – PlayStation 2
- Dynasty Warriors 5: Empires (2006) – PlayStation 2, Xbox 360
- Dynasty Warriors 6 (2007) – PlayStation 3, Xbox 360, Windows XP
- Dynasty Warriors 6: Empires (2009) – PlayStation 3, Xbox 360

## Søsterserier
Grundet seriens popularitet, er der skabt en række serier af meget lignende spil:
- Samurai Warriors (戦国無双　Sengoku Musou) – baseret på den japanske borgerkrigsperiode omkring år 1600.
- Dynasty Warriors: Gundam (ガンダム無双　Gandamu Musou) – baseret på de japanske Gundam-tegnefilmsserier.
- Warriors Orochi (無双OROCHI Musou Orochi) – en krydsning mellem Dynasty Warriors og Samurai Warriors, der indeholder figurer fra begge serier.
- Hokuto Musou (北斗無双 Hokuto Musou) – baseret på tegneserien Hokuto no Ken (også kendt som Fist of the North Star), sat til udgivelse i marts 2010 i Japan[1].